# Lista de municípios da Região Metropolitana de Campinas

Mapa da Região Metropolitana de Campinas

Os 20 municípios da Região Metropolitana de Campinas são as subdivisões oficiais da Região Metropolitana de Campinas (RMC).
A RMC, criada pela Lei Complementar Estadual de São Paulo n° 870, de 19 de junho de 2000 possui uma área de 3673 km² e uma população de 3 094 181 habitantes. O principal município dessa região é a sede, Campinas, que possui a maior área territorial, de 796 km², é o município mais populoso, com 1 164 098 habitantes, e possui o maior PIB, de R$ 51 347 711 000. Outros municípios importantes são Sumaré, o segundo mais populoso da região, com 265 955 habitantes; Paulínia, que possui o segundo maior PIB, de R$ 12 153 539 000, e a maior renda per capita, de 106 082; e Itatiba, o segundo maior em área territorial, com 322,28 km².
A RMC é composta por vinte municípios, sendo um considerado grande, dez municípios considerados médios e nove pequenos. No princípio, era composta por dezenove cidades. Em 13 de março de 2014, por meio da Lei Estadual nº 1.234, o município de Morungaba passou a ser integrado a Região Metropolitana de Campinas. 
Esses municípios possuem níveis de industrialização e de vida elevados, fazendo, por isso, da RMC uma das regiões mais desenvolvidas do Brasil.

## Municípios
| Município              | Área  | População (2016) | Densidade demográfica | PIB (2005)     | PIB per capita (2005) | IDH-M (2000) | Coeficiente de Gini (2003) |
| ---------------------- | ----- | ---------------- | --------------------- | -------------- | --------------------- | ------------ | -------------------------- |
| Americana              | 134   | 231 621          | 1 712,51              | 4 318 740 000  | 21 528                | 0,840 alto   | 0,400                      |
| Artur Nogueira         | 178   | 51 126           | 282,23                | 298 623 000    | 7 146                 | 0,796 médio  | 0,400                      |
| Campinas               | 796   | 1 173 370        | 1 465,07              | 40 525 214 000 | 19 719                | 0,852 alto   | 0,420                      |
| Cosmópolis             | 155   | 67 960           | 431,93                | 544 736 000    | 10 986                | 0,799 médio  | 0,390                      |
| Engenheiro Coelho      | 110   | 19 059           | 169,28                | 115 772 000    | 9 454                 | 0,792 médio  | 0,420                      |
| Holambra               | 64    | 13 698           | 203,95                | 322 619 000    | 38 725                | 0,827 alto   | 0,430                      |
| Hortolândia            | 62    | 219 039          | 3 457,53              | 2 851 580 000  | 14 677                | 0,790 médio  | 0,370                      |
| Indaiatuba             | 311   | 235 367          | 741,56                | 3 414 342 000  | 19 407                | 0,829 alto   | 0,400                      |
| Itatiba                | 323   | 114 912          | 351,51                | 1 961 993 000  | 20 996                | 0,828 alto   | 0,400                      |
| Jaguariúna             | 142   | 53 069           | 367,12                | 3 045 284 000  | 89 596                | 0,829 alto   | 0,400                      |
| Monte Mor              | 241   | 56 335           | 230,32                | 767 455 000    | 17 161                | 0,783 médio  | 0,400                      |
| Morungaba              | 147   | 13 085           | 88,14                 | 405 855 000    | 31 379                | 0,715 alto   | 0,450                      |
| Nova Odessa            | 73    | 57 504           | 769,26                | 836 467 000    | 17 764                | 0,826 alto   | 0,390                      |
| Paulínia               | 139   | 100 128          | 704,01                | 6 416 467 000  | 106 082               | 0,847 alto   | 0,390                      |
| Pedreira               | 110   | 46 094           | 418,85                | 411 664 000    | 10 354                | 0,810 alto   | 0,390                      |
| Santa Bárbara d'Oeste  | 271   | 191 024          | 701,54                | 2 513 221 000  | 13 539                | 0,819 alto   | 0,380                      |
| Santo Antônio de Posse | 154   | 22 597           | 145,24                | 272 776 000    | 13 272                | 0,790 médio  | 0,390                      |
| Sumaré                 | 153   | 269 522          | 1 732,94              | 4 832 404 000  | 20 863                | 0,800 alto   | 0,380                      |
| Valinhos               | 149   | 122 163          | 809,60                | 2 170 066 000  | 23 479                | 0,842 alto   | 0,400                      |
| Vinhedo                | 82    | 73 855           | 889,09                | 2 349 479 000  | 42 153                | 0,857 alto   | 0,400                      |
| Total                  | 3 648 | 3 131 528        | 816,01                | 58 064 454 000 | 22 048                | 0,835 alto   | 0,406a                     |

## Galeria

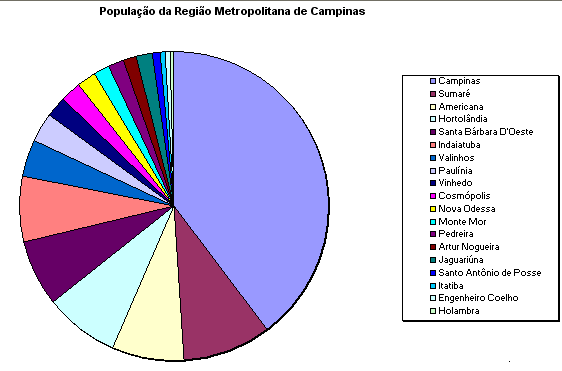
Gráfico da população da RMC por cidade
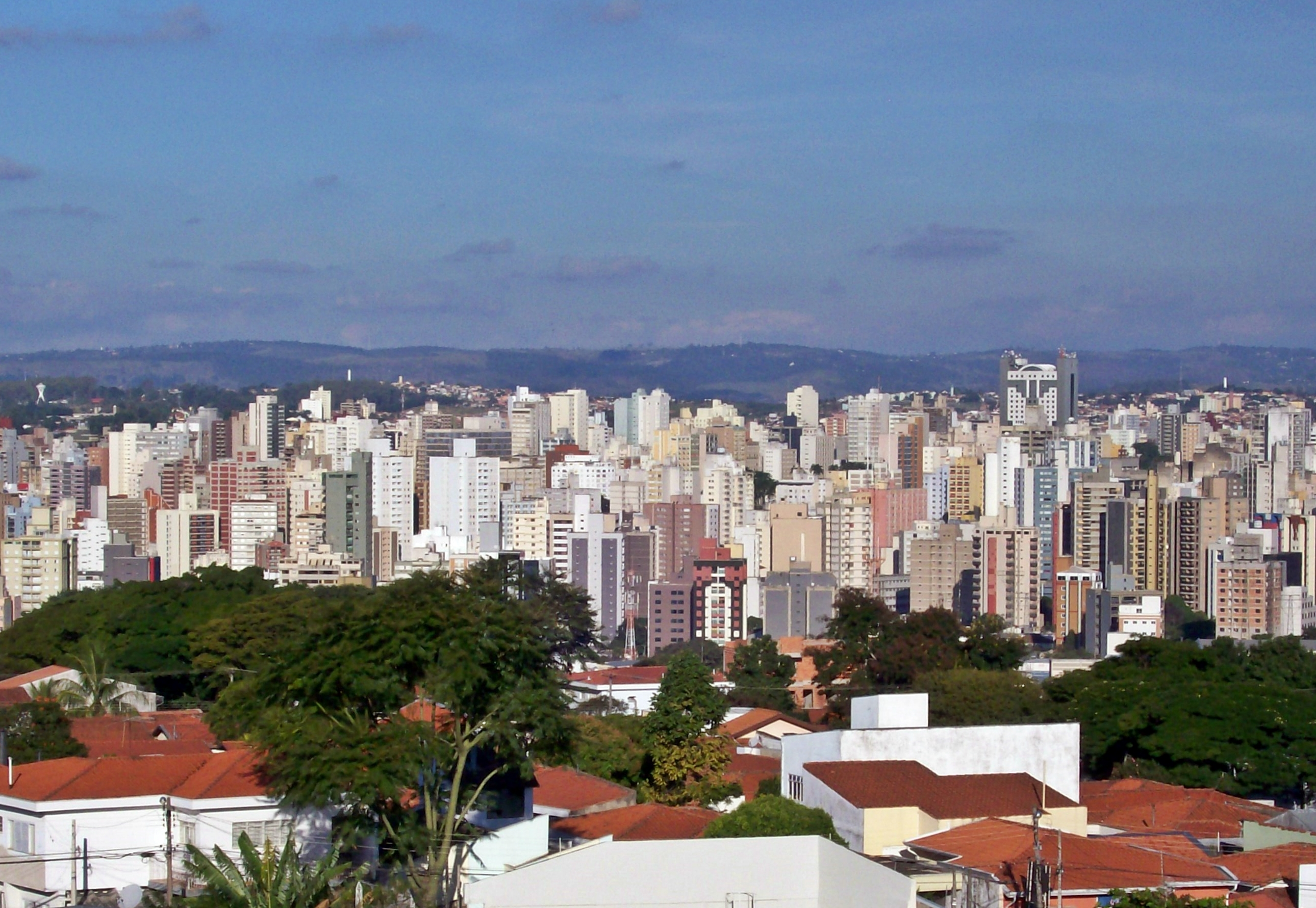
Campinas, o município mais populoso da RMC
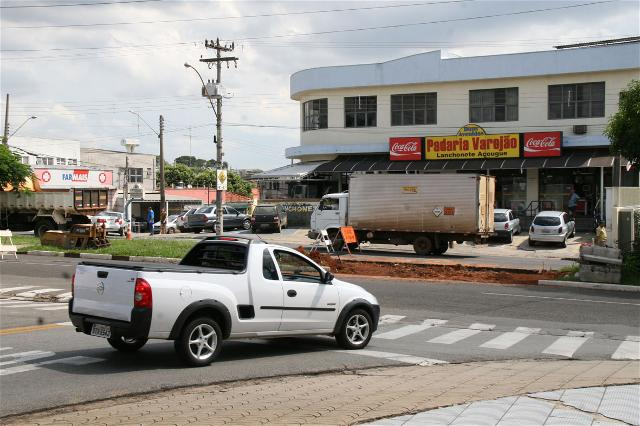
Paulínia, o município com maior renda per capita da região
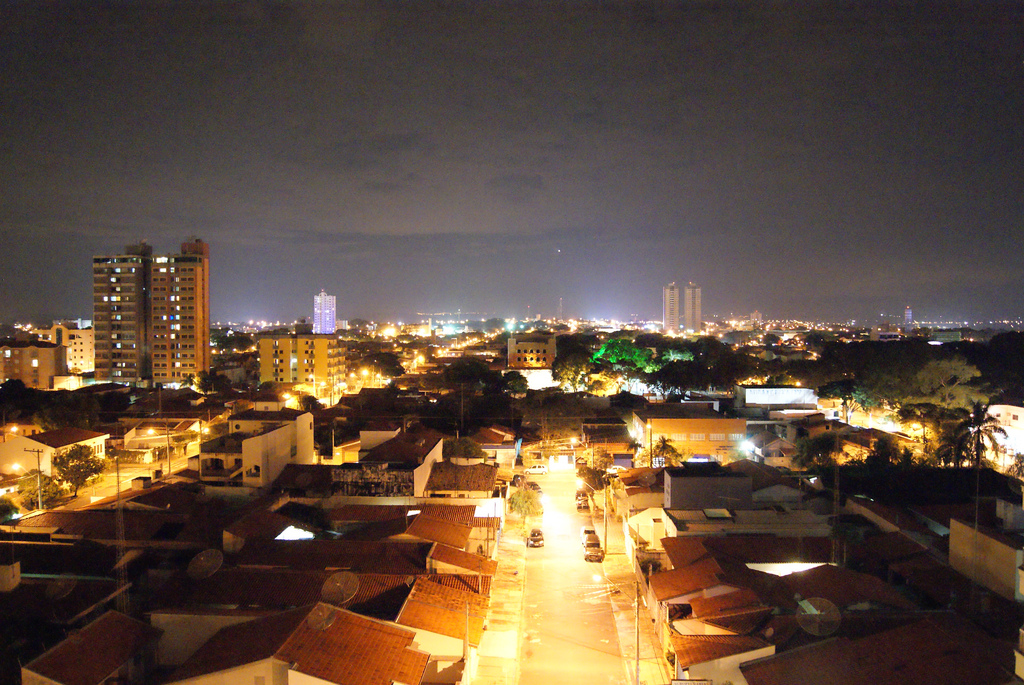
Indaiatuba
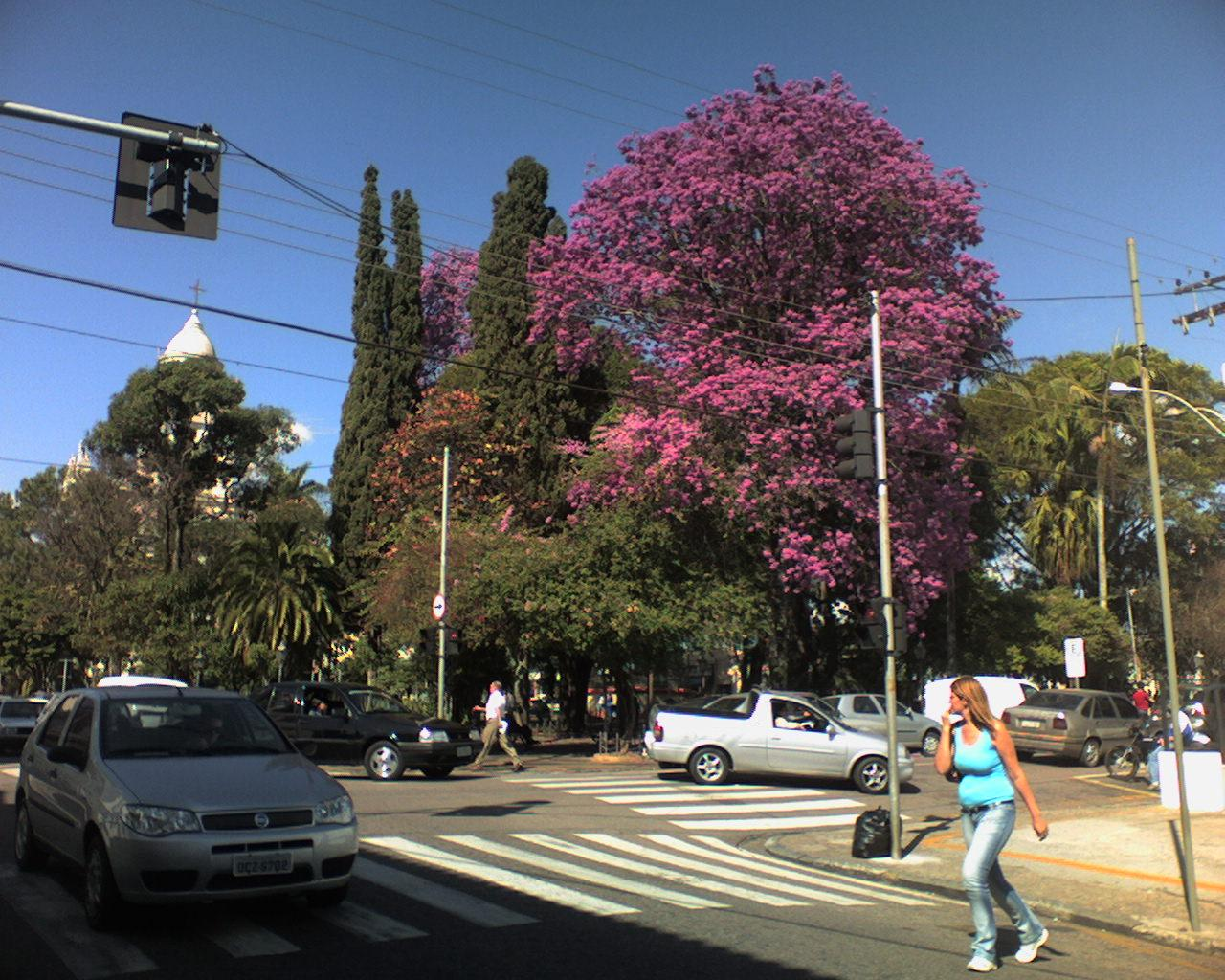
Itatiba
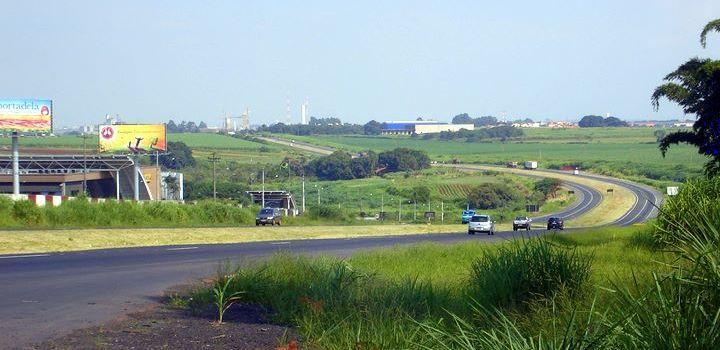
Rodovia Professor Zeferino Vaz, que faz ligação entre cidades do norte da RMC